# Chí Tài
Nguyễn Chí Tài, thường được biết đến với nghệ danh Chí Tài (15 tháng 8 năm 1958 – 9 tháng 12 năm 2020), là một cố diễn viên, nhạc sĩ, nhạc công kiêm ca sĩ người Mỹ gốc Việt.
Được xem là một trong những diễn viên hài có nhiều đóng góp nhất của chương trình Paris By Night, ông được biết đến nhờ vào các tiết mục biểu diễn hài và đóng cặp với Hoài Linh trong hơn hai mươi năm sự nghiệp của mình.

## Tiểu sử
Những năm 1976 - 1977, Chí Tài đã tham gia thành lập ban nhạc Lướt Sóng và hoạt động văn nghệ trong phong trào "Ca khúc chính trị" của Thành đoàn Thành phố Hồ Chí Minh ở quận Phú Nhuận, Thành phố Hồ Chí Minh với vai trò chơi đàn guitar.
Năm 1981, Chí Tài sang Hoa Kỳ định cư theo diện gia đình bảo lãnh, ông có ý định sẽ tạo dựng cuộc sống mới tại Mỹ bằng cách đi học tiếng Anh và vi tính, đồng thời nghỉ tham gia văn nghệ. Tuy nhiên, ông vẫn giữ niềm đam mê nghệ thuật bất chấp sự phản đối của gia đình. Sau đó Chí Tài đã ghi danh đi học khóa dạy đàn và lớp nhạc jazz gần nhà. Cha của ông bằng lòng dành một khoản tiền hưu mua cho ông một dàn âm thanh điện tử, gồm trống đàn, nhạc cụ để ông lập một nhóm nhạc trẻ, từ đó ông thành lập ban nhạc gia đình "Chi Tai's Brothers" với anh trai Chí Thiện (keyboard), Quang Mỹ (bass), ca sĩ Phương Loan (ca sĩ chính), diễn viên hài Kiều Linh (trumpet), em trai Chí Thái (trống), nhạc sĩ Trịnh Nam Sơn (saxophone, keyboard) và Chí Tài (guitar chính, hát nền). Trong thời gian đầu thành lập, Chi Tai's Brothers đã được nhận lời trình diễn ở các tiệc cưới và trong những buổi sinh hoạt cộng đồng.
Con đường hoạt động nghệ thuật của ban nhạc trở nên ổn định, phát triển và họ đã gắn bó với trung tâm Thúy Nga từ Paris By Night 18, riêng Chí Tài cộng tác từ Paris By Night 15 với vai trò nhạc sĩ hòa âm (music arranger).
Chí Tài sau đó cũng đã mở một studio làm hòa âm và thu âm cho nhiều ca sĩ tại hải ngoại (tiêu biểu nhất là các album Liên khúc Tuấn Vũ), truyện ma Nguyễn Ngọc Ngạn,... Các soundtrack trong các vở hài kịch của Paris By Night đều do Chí Tài tự hòa âm. - Lối hòa âm vui nhộn, trẻ trung và bắt tai từ các bài nhạc ngoại đã biến Chí Tài trở thành một trong những nhạc sĩ hòa âm hàng đầu tại Hải ngoại ở thời điểm đó bên cạnh những cái tên như Duy Cường, Trúc Hồ, Trúc Sinh, Vũ Tuấn Đức hay Tùng Châu.
Năm 1997, Chí Tài được dịp thử sức với Hoài Linh diễn hài do thiếu diễn viên.
| “           | Vào thời điểm tôi tách khỏi Vân Sơn, hai bầu show ở Cali đã gợi ý tôi kết hợp cùng Chí Tài. Nhìn thấy cái duyên "trầm" ở anh ấy có thể tung hứng cùng cái duyên "bổng" của tôi nên tôi đồng ý. Sự kết hợp này đã nâng cánh cho cả hai chúng tôi thăng hoa trên con đường nghệ thuật. Điều đáng quý nhất là suốt chừng ấy thời gian, hai chúng tôi chưa từng có một mâu thuẫn nào xảy ra. | ” |
| — Hoài Linh | |   |

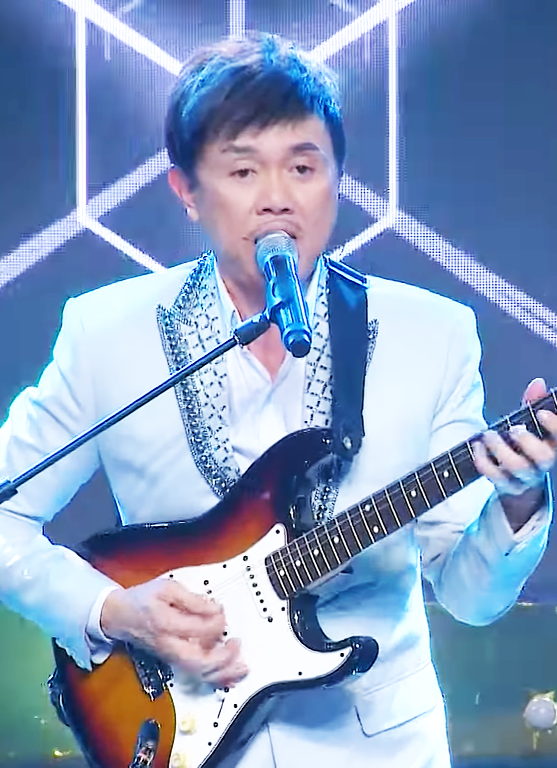
Chí Tài trình diễn vào tháng 7 năm 2018.

Năm 2000, Chí Tài chuyển sang vai trò nghệ sĩ hài. Ông đặc biệt gắn bó với nhóm kịch Thúy Nga và xuất hiện với vai trò nghệ sĩ hài trong loạt chương trình Paris by Night cùng với Quang Minh, Hồng Đào, Trang Thanh Lan, Kiều Linh, Uyên Chi, Kiều Oanh, Lê Tín, Hoài Linh, Thúy Nga, Việt Hương, Hoài Tâm, Phi Nhung, Hương Thủy, Bé Tí… So với các bạn diễn trên sân khấu, Chí Tài có phần trầm hơn và ngày càng có xu hướng làm nền để các nghệ sĩ khác được nổi bật. Nhưng theo đánh giá của nhà văn Nguyễn Ngọc Ngạn, những nhân vật và các tình tiết trong một vở kịch đều xoay quanh Chí Tài bởi ông luôn nắm rất chắc lời thoại.
Chí Tài từng cộng tác với các trung tâm băng nhạc như: Trung tâm Thúy Nga, Trung tâm Tình, Trung tâm Vân Sơn và là thành viên nhóm kịch Thúy Nga PBN đồng thời gắn bó với sân khấu kịch Nụ cười Mới ở trong nước.

## Đời tư
Năm 1987, Chí Tài kết hôn với ca sĩ Phương Loan (ca sĩ chính trong ban nhạc Chí Tài Brothers, nghỉ hát không lâu sau khi Chí Tài quyết định chuyển sang đóng kịch). Chí Tài sau khi bàn bạc, trao đổi với vợ đã quyết định là sẽ tiếp tục tập trung cho sự nghiệp bằng cách không cần sinh con. Khi trả lời phỏng vấn năm 2019, ông cảm thấy không khỏi hụt hẫng và tiếc nuối do không có con nối nghiệp mình.

## Qua đời
Chí Tài được xác nhận là đã qua đời khi đang điều trị tại bệnh viện vào chiều ngày 9/12/2020 vì nguyên nhân do đột quỵ. Ông được phát hiện khi đang nằm bất động ở cầu thang bộ tầng 7 cùng với chiếc điện thoại của mình tại chung cư Botanic nơi camera an ninh ghi lại ông đi bộ tập thể dục một mình, theo báo chí và các phương tiện truyền thông chính thức của Việt Nam, chung cư nơi ông sống nằm ở quận Phú Nhuận. Dù xe cứu thương ngay sau đó đã được điều đến để chở ông đến bệnh viện cấp cứu, nhưng cuối cùng Chí Tài vẫn không qua khỏi và đã qua đời vào lúc 13h35 cùng ngày. Được biết, trước đó Chí Tài đã từng có tiền sử bị bệnh tiểu đường, mỡ trong máu và hàm lượng cholesterol cao. Trước khi mất, ông đã từng tham gia thử thách về nguy cơ đột quỵ nhưng đã không thành công.
Phương Loan - góa phụ của Chí Tài - với nguyện vọng muốn đưa thi thể chồng về Mỹ để an táng. Hoài Linh - người đồng nghiệp và bạn diễn ăn ý với Chí Tài, cũng là người ở bên ông trong những giây phút cuối cùng - đã được gia đình ủy quyền lo việc này. Lễ viếng được tổ chức tại Nhà tang lễ Bộ Quốc phòng số 5, đường Phạm Ngũ Lão, Phường 3, Quận Gò Vấp, Thành phố Hồ Chí Minh ngày 12 tháng 12 theo nghi thức Công giáo, đông đảo nghệ sĩ Việt Nam và hàng ngàn khán giả mến mộ đã đến viếng, chiều cùng ngày linh cữu được đưa ra sân bay Tân Sơn Nhất để đưa về Mỹ theo nguyện vọng của gia đình.
Tại Mỹ, lễ thăm viếng đã được diễn ra vào ngày 18 tháng 12 năm 2020 tại Cộng đoàn Giáo xứ Thánh linh (Holy Spirit Catholic Church), có người thân và đồng nghiệp ở hải ngoại đã đến viếng. Lúc 13h00 ngày 19 tháng 12, linh cữu của Chí Tài được hỏa táng và sau đó tro cốt được an táng tại nghĩa trang Holy Sepulcher Cemetery, Quận Cam, California.

### Tưởng nhớ
Ngày 18 tháng 3 năm 2021, giờ Việt Nam, Phương Loan cùng nhiều nghệ sĩ Vbiz đang ở Mỹ đã có động thái tưởng nhớ 100 ngày mất của ông. Phương Loan đã chuẩn bị rất nhiều hoa để bày trí trang trọng tại nơi an vị của ông.
Trước đó, vào chiều 17/3, NSƯT Hoài Linh cũng có động thái tưởng nhớ người tri kỷ quá cố bằng cách đăng con số 100 lên trang cá nhân. Di ảnh của ông đang được Hoài Linh đặt thờ cúng tại đền thờ ở Việt Nam.

## Liveshow

### Liveshow Chí Tài - Những Chuyện Tình Nghiệt Ngã 1 (2017)
- Chuyện tình 1 (Chí Tài, Trường Giang, Hứa Minh Đạt, Lâm Vỹ Dạ, Thanh Tân, Tố My, Tóc Tiên);
- Chuyện tình 2 (Chí Tài, Trấn Thành, Tiến Luật, Thu Trang, Quách Ngọc Tuyên, Hoài Lâm);
- Chuyện tình 3 (Chí Tài, Hoài Linh, Trường Giang, Cát Phượng, Long Đẹp Trai, Nam Thư, Hồng Thanh).

### Liveshow Chí Tài - Những Chuyện Tình Nghiệt Ngã 2 (2019)
- Tiết mục 1: Ca khúc Cô Bé Áo Dài - Sáng tác: Chí Tài - Biểu diễn: Chí Tài, Thúy Ngân và Vũ Đoàn NK;
- Tiết mục 2: Chuyện Tình 1 (Chí Tài, Hoài Linh, Trường Giang, Lâm Vỹ Dạ, Quách Ngọc Tuyên, Thúy Ngân, Lê Khâm);
- Tiết mục 3: Chuyện Tình 2 (Chí Tài, Hoài Linh, Trấn Thành, Lê Giang, Tiến Luật, Khả Như, HH Trần Ngọc Châu);
- Tiết mục 4: Ca khúc yêu - Sáng tác: Nhật Trường - Biểu diễn: Chí Tài, Phương Loan và Vũ Đoàn NK.

## Các vở diễn
Tiêu biểu
- Người nhà quê
- Cổ tích một tình yêu
- Dâu đất khách
- Osin là ông nội
- Tuyển vợ (Môi Tím)
- Bên cầu dệt lụa (Liveshow Ái Xuân)
- Quái xế (Liveshow Chí Tài Comedian 2008)
- Dân chơi hàng mướn (Liveshow Chí Tài Comedian 2008)
- Ai Câm (Liveshow Chí Tài Comedian 2008)
- Đánh Ghen (Liveshow Hoài Linh Ru Lại Câu Hò)
- Đèo Gió Hú (Liveshow Hoài Linh Bí Mật Bật Mí Bị Mất)
- Bầy vịt cái (Liveshow Hoài Linh Những Tên Cướp Biển Vùng Caribê)
- Rượu (Liveshow Hoài Linh Kung-Fu)
- Nỗi đau đất dày (Liveshow Hoài Linh Kỳ Án)
- Đêm kinh hoàng (Liveshow Thúy Nga Xin Lỗi, Em Chỉ Là Con Quỷ)
- Đất thiêng (Liveshow Thuý Nga Cô gái tà tữa tường ten
- Cuộc thi các đệ nhất (Hài tết 2010 VCD Chuyện đời)
- Tân Ngao Sò Ốc Hến (Liveshow Bảo Quốc 50 năm vui cười cùng sân khấu)
- Thiên duyên tiền định (DVD Thuý Nga Cô dâu đại náo)

- Và nhiều vở hài khác

## Các tiết mục biểu diễn trên sân khấu hải ngoại

### Trung tâm Vân Sơn
| STT | Tiết mục                  | Thể hiện với                                      | Chương trình | Năm  |
| --- | ------------------------- | ------------------------------------------------- | ------------ | ---- |
| 1   | Ba Chàng Độc Thân         | Vân Sơn, Bảo Liêm                                 | Vân Sơn 15   | 2000 |
| 2   | Đắc Kỷ Ho Gà              | Vân Sơn, Văn Chung, Phượng Mai, Bé Mập, Linh Tuấn | Vân Sơn 16   | 2000 |
| 3   | Trùm Sò Mắc Cạn           | Văn Chung, Bé Mập, Linh Tuấn, Giáng Ngọc          | Vân Sơn 17   | 2000 |
| 4   | Trúng Mánh                | Vân Sơn, Bảo Liêm                                 | Vân Sơn 17   | 2000 |
| 5   | Rau Nào Sâu Nấy           | Văn Chung, Giáng Ngọc                             | Vân Sơn 26   | 2004 |
| 6   | Chuyên Trên Trời Dưới Đất | Văn Chung, Chí Tâm, Bé Mập, Lê Huỳnh              | Vân Sơn 27   | 2004 |
| 7   | Của Chung Của Riêng       | Văn Chung, Trang Thanh Lan                        | Vân Sơn 28   | 2004 |
| 8   | Vỏ Quýt Dày Móng Tay Nhọn | Văn Chung                                         | Vân Sơn 29   | 2005 |
| 9   | Chuyện Sui Gia            | Minh Nhí                                          | Vân Sơn 49   | 2013 |
| 10  | Thăm Quê                  | Vân Sơn, Bảo Chung                                | Vân Sơn 50   | 2013 |
| 11  | Ông Bà Vú                 | Vân Sơn, Hoài Linh                                | Vân Sơn 51   | 2014 |
| 12  | Điều Ước Cuối Cùng        | Vân Sơn, Hà Linh                                  | Vân Sơn 53   | 2017 |

### Trung tâm Asia
| STT | Tiết mục     | Thể hiện với                   | Chương trình | Năm  |
| --- | ------------ | ------------------------------ | ------------ | ---- |
| 1   | Ghen         | Túy Hồng, Quang Minh, Hồng Đào | Asia 35      | 2001 |
| 2   | Kẻ Không Nhà | Túy Hồng, Văn Chung            | Asia 37      | 2002 |

### Trung tâm Thúy Nga
| STT | Tiết mục                                  | Thể hiện với                                                                    | Chương trình                         | Năm             |
| --- | ----------------------------------------- | ------------------------------------------------------------------------------- | ------------------------------------ | --------------- |
| 1   | Võ Tòng Sát Tẩu                           | Quang Minh, Hồng Đào, Trang Thanh Lan, Kiều Linh                                | Paris By Night 57                    | 2000            |
| 2   | Đam Mê Sân khấu                           | Quang Minh, Hồng Đào, Trang Thanh Lan                                           | Paris By Night 58                    | 2001            |
| 3   | Chung Một Mái Nhà                         | Quang Minh, Hồng Đào, Trang Thanh Lan                                           | Paris By Night 60                    | 2001            |
| 4   | Cõi Giang Hồ (người chồng)                | Trang Thanh Lan, Kiều Linh, Bé Mập, Nguyễn Thành, Quốc Tuấn, Hoàng Lê, Lê Quang | Paris By Night 61                    | 2001            |
| 5   | Tình Không Biên Giới                      | Quang Minh, Hồng Đào, Trang Thanh Lan                                           | Paris By Night 62                    | 2001            |
| 6   | Trần Trừng Trị Tái Xuất Giang Hồ          | Trang Thanh Lan, Kiều Linh                                                      | Paris By Night 66                    | 2002            |
| 7   | Lần Đầu Gặp Gỡ                            | Quang Minh, Hồng Đào, Trang Thanh Lan                                           | Paris By Night 67                    | 2002            |
| 8   | Tiếng Hát Điêu Thuyền                     | Quang Minh, Hồng Đào, Kiều Linh, Calvin Hiệp                                    | Paris By Night 68                    | 2003            |
| 9   | Đắc Kỷ Trụ Vương                          | Quang Minh, Hồng Đào, Trang Thanh Lan, Kiều Linh, Thời Danh, Quốc Anh           | Paris By Night 71                    | 2003            |
| 10  | Chứng Bệnh Nan Y                          | Trang Thanh Lan, Kiều Linh, Mai Lan, Uyên Chi                                   | Paris By Night 72                    | 2004            |
| 11  | Việt Kiều Hồi Hương                       | Văn Chung, Minh Phượng, Kiều Linh, Diễm Ngọc                                    | Paris By Night 73                    | 2004            |
| 12  | Nỗi lòng Người Mẹ                         | Ngọc Đan Thanh, Mỹ Huyền, Mạnh Quỳnh, Lê Thái Vy                                | Paris By Night 74                    | 2004            |
| 13  | Con Sáo Sang Sông                         | Hoài Linh, Kiều Linh, Minh Phượng, Mai Lan                                      | Paris By Night 75                    | 2004            |
| 14  | Single Mom                                | Minh Phượng, Kevin Phan                                                         | Paris By Night 76                    | 2005            |
| 15  | Ru Lại Câu Hò (ông Tài)                   | Hoài Linh                                                                       | Paris By Night 78                    | 2005            |
| 16  | Âm Dương Đôi Đường (Đức)                  | Hoài Linh, Kevin Phan                                                           | Paris By Night 79                    | 2005            |
| 17  | Lương Sơn Bá, Chúc Anh Đài (Chúc Anh Đài) | Hoài Linh, Bé Tí                                                                | Paris By Night 80                    | 2006            |
| 18  | Con Đường Nghệ Thuật Chông Gai            | Hoài Linh, Kiều Linh, Uyên Chi, Hoài Tâm, Bé Tí                                 | Paris By Night 81                    | 2006            |
| 19  | Gà Què Ăn Quẩn Cối Xay                    | Kiều Linh, Phi Nhung, Uyên Chi                                                  | Paris By Night 82                    | 2006            |
| 20  | Xin Đừng Yêu Tôi                          | Hoài Linh, Hương Thủy                                                           | Paris By Night 82                    | 2006            |
| 21  | Vietnamese Idols (Huỳnh Long Hổ)          | Hoài Linh, Kiều Oanh, Lê Tín                                                    | Paris By Night 84                    | 2006            |
| 22  | Nỗi Oan Thị Mầu                           | Hoài Linh, Kiều Oanh, Lê Tín, Kiều Linh, Uyên Chi                               | Paris By Night 85                    | 2007            |
| 23  | Mộng Ca Sĩ (Chí Tài Tình)                 | Hoài Linh, Hữu Lộc, Calvin Hiệp                                                 | Paris By Night 87                    | 2007            |
| 24  | Lầm                                       | Hoài Linh                                                                       | Paris By Night 88                    | 2007            |
| 25  | Giọt Lệ Đài Trang                         | Hoài Linh, Hữu Lộc                                                              | Paris By Night 89                    | 2007            |
| 26  | Chung Một Mái Nhà                         | Hương Thủy, Bé Tí, Uyên Chi                                                     | Paris By Night 91                    | 2008            |
| 27  | Kỳ Phùng Địch Thủ                         | Việt Hương, Hoài Tâm, Kiều Linh                                                 | Paris By Night 92                    | 2008            |
| 28  | Mộng Khiêu Vũ                             | Hoài Linh                                                                       | Paris By Night 93                    | 2008            |
| 29  | Thế Giới Huyền Bí                         | Hoài Linh, Uyên Chi                                                             | Paris By Night 94                    | 2008            |
| 30  | Về Quê Xưa                                | Việt Hương, Hoài Tâm, Nguyễn Huy                                                | Paris By Night 95                    | 2009            |
| 31  | Áo Em Chưa Mặc Một Lần                    | Thúy Nga, Bằng Kiều, Bé Tí                                                      | Paris By Night 96                    | 2009            |
| 32  | Trẻ Mãi Không Già                         | Thúy Nga, Hương Thủy, Bé Tí                                                     | Paris By Night 98                    | 2009            |
| 33  | Thiên Đường Không Phải Là Đây             | Thúy Nga, Hương Thủy, Bé Tí                                                     | Paris By Night 99                    | 2010            |
| 34  | Sao Em Nỡ Vội Lấy Tiền (Lương Sơn Bá)     | Thuý Nga, Bằng Kiều, Hương Thủy                                                 | Paris By Night 100                   | 2010            |
| 35  | Đám Cưới Đầu Xuân (ông Tư)                | Bé Tí, Hoài Tâm, Carol Kim, Tom Treutler                                        | Paris By Night 101                   | 2011            |
| 36  | Trăm Nhớ Ngàn Thương (ông Tài Nhạc Sĩ)    | Hoài Linh                                                                       | Paris By Night 102                   | 2011            |
| 37  | Môn Đăng Hộ Đối                           | Việt Hương, Hoài Tâm, Hương Thủy                                                | Paris By Night 103                   | 2011            |
| 38  | Mình Bắt Đầu Từ Đây                       | Việt Hương, Hoài Tâm, Thúy Nga, Bằng Kiều                                       | Paris By Night 104                   | 2011            |
| 39  | Xe Ôm (Tài Chó Điên)                      | Hoài Linh, Nguyên Khoa                                                          | Paris By Night 104 VIP               | 2012            |
| 40  | Cha Già Dấu Yêu                           | Việt Hương, Hoài Tâm, Thúy Nga                                                  | Paris By Night 106                   | 2012            |
| 41  | Thể Dục Thẩm mỹ                           | Việt Hương, Hoài Tâm, Thúy Nga, Kỳ Duyên, Hằng Ni, Nhật Bình                    | Paris By Night 107                   | 2013            |
| 42  | Hoa Hậu Phu Nhân                          | Việt Hương, Hoài Tâm, Thúy Nga, Nguyên Khoa                                     | Paris By Night 108                   | 2013            |
| 43  | Tấm Cám Vượt Thời Gian (Thái tử)          | Việt Hương, Hoài Tâm, Thúy Nga, Hương Thủy                                      | Paris By Night 109                   | 2013            |
| 44  | Đại Gia đình                              | Hoài Linh, Việt Hương, Hoài Tâm, Thúy Nga, Long Đẹp Trai, Bé Tí, Nguyên Khoa    | Paris By Night 109 VIP               | 2013            |
| 45  | Hài kịch Phát Lộc Đầu Năm                 | Hoài Linh                                                                       | Paris By Night 110                   | 2014            |
| 46  | Xàm Xí (ông Tư)                           | Hoài Linh, Việt Hương, Thúy Nga                                                 | Paris By Night 111                   | 2014            |
| 47  | Cuộc thi Tài Năng Vi Vu                   | Việt Hương, Hoài Tâm, Thúy Nga, Long Đẹp Trai                                   | Paris By Night 112                   | 2014            |
| 48  | Nha Sĩ Phục Hận                           | Việt Hương, Hoài Tâm, Hương Thủy                                                | Paris By Night 115                   | 2015            |
| 49  | Thần Chém, Thần Gió                       | Trường Giang                                                                    | Paris By Night 116                   | 2015            |
| 50  | Chuyến Xe Cuối Cùng                       | Hoài Linh, Thúy Nga, Hoàng Khánh                                                | Paris By Night 116                   | 2015            |
| 51  | Fan Cuồng (Jennifer)                      | Hoài Linh, Trường Giang, Đức Huy                                                | Paris By Night 118                   | 2016            |
| 52  | Muộn Màng                                 | Hoài Linh, Trường Giang, Thanh Hằng                                             | Paris By Night 119                   | 2016            |
| 53  | Thần Tiên Cũng Nổi Điên                   | Hoài Linh, Hoài Tâm, Thúy Nga, Trường Giang                                     | Paris By Night 119                   | 2016            |
| 54  | Kế Hoạch Hoàn Hảo (bà Chín Bành)          | Hoài Linh, Hoài Tâm, Thúy Nga, Trường Giang                                     | Paris By Night 120                   | 2016            |
| 55  | Những Ước Mơ Nhỏ Nhoi                     | Hoài Linh, Trường Giang                                                         | Paris By Night 120                   | 2016            |
| 56  | Thầy Bói Mù Tái Xuất Giang Hồ             | Hoài Linh, Phi Nhung                                                            | Paris By Night 121                   | 2017            |
| 57  | Chuyện Tình Điêu Thuyền                   | Thúy Nga, Hoài Tâm, Bằng Kiều, Hương Thủy, Diễm Sương, Nguyệt Cát               | Paris By Night 121                   | 2017            |
| 58  | Nối Lại Duyên Xưa                         | Việt Hương, Hoài Tâm, Hương Thủy, Nguyễn Hồng Nhung                             | Paris By Night 122                   | 2017            |
| 59  | Từ Thiện                                  | Hoài Linh, Trung Dân, Thanh Phương                                              | Paris By Night 123                   | 2017            |
| 60  | Bài Học Nhớ Đời                           | Việt Hương, Hoài Tâm, Thúy Nga                                                  | Paris By Night 123                   | 2017            |
| 61  | Duyên Phận                                | Hoài Tâm, Thiên Tôn                                                             | Paris By Night Divos                 | 2018            |
| 62  | Tết Quê                                   | Trung Dân, Thanh Hằng, Quỳnh Hương, Hoài Tâm                                    | Paris By Night 124                   | 2018            |
| 63  | Cho Nhau Mùa Xuân                         | Việt Hương, Thúy Nga, Hà Thanh Xuân                                             | Paris By Night 124                   | 2018            |
| 64  | Của Ai                                    | Hoài Linh, Trung Dân, Quỳnh Hương                                               | Paris By Night 126                   | 2018            |
| 65  | Tình Có Như Không                         | Việt Hương, Hoài Tâm                                                            | Paris By Night 127                   | 2018            |
| 66  | Chuyện Ngày 30 Tết                        | Hoài Linh, Trung Dân, Việt Hương, Hoài Tâm                                      | Paris By Night 128                   | 2019-31/12/2019 |
| 67  | Má Thích Gì                               | Hoài Linh, Minh Dự, Tuấn Dũng                                                   | Paris By Night 130                   | 2020            |
| 68  | Tài Khoản Ngân Hàng                       | Việt Hương, Thúy Nga, Hoài Tâm, Hà Thanh Xuân                                   | Paris By Night 130                   | 2020            |
| 69  | Tiếng Hát Mãi Vang Xa                     | Hoài Linh, Hứa Minh Đạt, Thanh Tuyền                                            | LS Thanh Tuyền - Một Đời Cho Âm Nhạc | 2020            |

## Cải lương
| Năm  | Tựa phim            | Vai diễn       |
| ---- | ------------------- | -------------- |
| 2006 | Nửa đời hương phấn  | Chú Năm Xe Rác |
| 2006 | Tình yêu tướng cướp | Hắc Long       |
| 2007 | Vợ thằng Đậu        | Ông Đường      |
| 2007 | Yêu và ghen         | Ông Chồng      |
| 2008 | Xã trưởng và mẹ Đốp | Xã Trưởng      |
| 2009 | Sông dài            | Kỹ sư Oanh     |

## Ca nhạc

### Trung tâm Làng Văn
- Circle In The Sand - với Chi Tai's Brothers (Làng Văn video 22)
- Don't Make Fool Of Yourself - với Chi Tai's Brothers (Làng Văn video 22)

### Trung tâm Tú Quỳnh
- Thiên Đường Tình Ái (Lam Phương) - với Phương Loan

### Trung tâm Thúy Nga

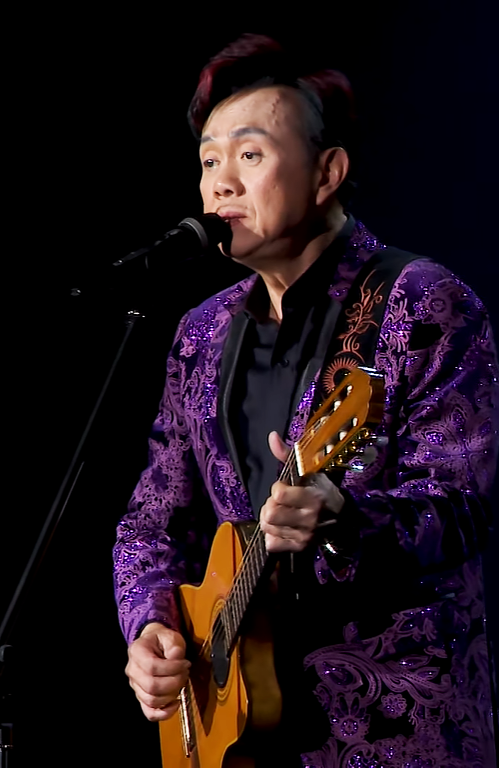
Chí Tài trình diễn vào tháng 3 năm 2020.

- LK Đêm Vui Say - với Chi Tai's Brothers (Paris By Night 18)
- Chuyện Tình Không Suy Tư  (Tâm Anh) - với Mỹ Lan, Chi Tai's Brothers (Paris By Night 23)
- LK Tình Yêu Và Tuổi Trẻ - với Chi Tai's Brothers, Hương Thơ, Jenny Loan (Paris By Night 24)
- Trăng Sáng Vườn Chè (Văn Phụng) - với Ái Vân (Paris By Night 24)
- Ô Mê Ly (Văn Phụng, Văn Khôi) - với Ái Vân, Elvis Phương, Duy Quang, Phi Khanh, Ngọc Trọng, Chi Tai's brothers (Paris By Night 24)
- LK Tình Yêu Thủy Thủ - với Jenny Loan, Chi Tai's Brothers (Paris By Night 25)
- Hát Hội Trăng Rằm - với Ái Vân, Ái Thanh, Elvis Phương (Paris By Night 25)
- Chuyện Bốn Người - với Ái Vân, Ái Thanh, Trần Phương (Paris By Night 26)
- Ghé Bến Sài Gòn - với Mỹ Lan, Phương Loan, Jenny Loan, Henry Chúc, Chí Thiện, Nhất Lý (Paris By Night 27)
- Giã Từ Đêm Mưa (Văn Phụng) - với Anh Khoa, Chí Thiện, Nhất Lý (Paris By Night 27)
- Bên Lưng Đèo - với Elvis Phương, Chí Thiện (Paris By Night 27)
- Vó Câu Muôn Dặm - với Nguyễn Hưng, Duy Quang, Anh Khoa, Ngọc Trọng, Chí Thiện, Nhất Lý (Paris By Night 27)
- Bé Yêu (Lam Phương) - với Phương Loan (Paris By Night 28)
- LK Người Tình Mexico - với Chi Tai's Brothers (Paris By Night 29)
- Đèn Cù - với Ái Vân (Paris By Night 29)
- Tuổi Hồng - với Dalena (Paris By Night 30)
- Một Ông Hai Bà - với Ái Vân, Ái Thanh (Paris By Night 31)
- Đêm Vinh Quy - với Ái Vân (Paris By Night 32)
- LK Ghen - với Phương Loan (Paris By Night 34)
- Tấm Cám - với Ái Vân, Ái Thanh, Nguyễn Hưng (Paris By Night 34)
- Ngựa Phi Đường Xa (Phạm Đình Chương, Lê Yên) - với Thế Sơn, Nguyễn Hưng (Paris By Night 35)
- LK Lời Yêu Thương - với Chi Tai's Brothers (Paris By Night 37)
- Phải Em Lý Ngựa Ô (Tiến Luân) - (Chi Tai phụ diễn ca nhạc) - Phi Nhung (Paris By Night 72)
- Bừng sáng (Song Ngọc) - với Thế Sơn, Trần Thái Hòa (Paris By Night 74)
- Lời cám ơn - Hợp ca (Paris By Night 77)
- Hương (Paris By Night 97)
- Bà Mẹ Quê - với Như Quỳnh (VSTAR Season 1)
- Những Lời Mê Hoặc - với Hoài Linh (Paris By Night 116)
- Giăng Câu - với Trịnh Hà Kim Ngân (VSTAR Kids Season 2)
- Cho Tôi Được Một Lần (Bảo Thu) - với Thái Châu, Quang Ngọc, Nguyễn Hoàng Nam (VSTAR Season 4).

### Trung tâm ASIA
- Liên khúc mưa (Mưa Sài Gòn, Mưa Hà Nội, Lại Một Mùa Mưa, Mưa, Mưa Đêm Độc Hành, Giã Từ Đêm Mưa, Phố Buồn) với Chi Tai's Brothers (ASIA 1 - Đêm Sài Gòn 1 in Caesar Palace).

### Đài Vietface TV
- Thiên Đàng Ái Ân (Lam Phương) với Phương Loan (Lễ Giỗ Tổ Ngành Nghề Sân khấu 2018).

### Hội ngộ danh hài
- Em gì ơi (Jack) với Lâm Vỹ Dạ
- Về miền Tây (Tô Thanh Tùng) với Nhật Kim Anh
- Thiên duyên tiền định (Nguyên Lễ) với Danh hài Thuý Nga
- Simple Love (Obito) với Khả Như
- Giăng câu (Tô Thanh Tùng) với Việt Trinh
- Anh cứ đi đi (Vương Anh Tú) với Hari Won.

### Liveshow Cặp Đôi Hoàn Chỉnh
- Nhỏ ơi (Quang Nhật);
- Em ở đâu (tự sáng tác);
- Nhớ em (Đồng Giao)
- Một tình yêu (Đức Huy)
- Đôi dép (thơ: Nguyễn Trung Kiên & lời: Đồng Giao) với Hoàng Châu
- LK Làm quen & Hai mươi bốn mươi (Quốc Dũng & Y Vân) với Hoàng Châu
- LK Lời cuối cho em & Nhìn nhau lần cuối (Nguyễn Vũ & Anh Thái) với Hoàng Châu.

### Hoài Linh - Chí Tài chào xuân 2015
- Lâu đài tình ái (Trần Thiện Thanh) với Thu Trang Bolero
- Điệp khúc mùa xuân (Quốc Dũng) với Thu Trang Bolero.

### Liveshow Hoàng Châu: Sao Và Sao
- LK Yêu & Ghen (Huỳnh Nhật Tân) với Hoàng Châu.

### Liveshow Hoàng Thiên Nga: Thiên thần và mơ ước
- Ngỡ (Khắc Việt);
- Nhỏ ơi (Quang Nhật) với Hoàng Thiên Nga.

### Ca sĩ bí ẩn
- Đêm đô thị (Y Vân) với Phương Loan (Ca sĩ bí ẩn số 7).

### Sáng tác
- Anh Không Thể Quên Em
- Bên Nhau Trong Mưa (viết lời Việt)
- Cô Bé Áo Dài
- Duyên Có Nợ Không
- Em Ở Đâu
- Khi Màn Đêm Xuống (viết lời Việt)
- Lý Đĩa Phải Vôi
- Một Duyên Hai Nợ Ba Tình (chung với Hoài Linh)
- Người Yêu Dấu (viết lời Việt)
- Tình Mãi Không Phai
- Tình Muộn
- Tình Yêu Ngọt Ngào (viết lời Việt)

## Danh sách phim
| Năm  | Tựa phim                       | Kênh / Định dạng | Vai diễn                         |
| ---- | ------------------------------ | ---------------- | -------------------------------- |
| 2010 | Công chúa teen và ngũ hổ tướng | Điện Ảnh         | Thủy                             |
| 2010 | Lâu đài tình ái                | ĐN1              | Ông Tiến                         |
| 2010 | Trái đắng                      | HTV7             | Ông Dẫu                          |
| 2010 | Kỳ phùng địch thủ              | ĐN1              | Ông Nghi                         |
| 2011 | Những nàng công chúa nổi tiếng | THVL1            | Ông Tín                          |
| 2011 | Thiên sứ 99                    | Điện Ảnh         | Ông chủ nhà                      |
| 2011 | Đua nhau làm giàu              | VTV9             | Ông Phát Tài                     |
| 2011 | Oan gia đại chiến              | HTV7             | Ông Thắng                        |
| 2011 | Xóm trọ                        | VTV9             | Ông Lưu                          |
| 2011 | Hoán đổi thân xác              | Điện Ảnh         | Nhà khoa học Bystander           |
| 2012 | Gia sư nữ quái                 | Điện Ảnh         | Huỳnh Tài                        |
| 2012 | Trúng số tình                  | VTV9             | Ông Bình                         |
| 2012 | 12 bến nước                    | VTV9             | Ông Bảy                          |
| 2012 | Chuyện quý bà                  | ĐN1              | Ông Mạnh                         |
| 2013 | Nhà có 5 nàng tiên             | Điện Ảnh         | Ông Kiệt "đào hoa"               |
| 2013 | Yêu anh! Em dám không?         | Điện Ảnh         | Ông Tám                          |
| 2013 | Đại náo học đường              | Điện Ảnh         | Đại ca Tái Chì                   |
| 2013 | Thần tượng                     | Điện Ảnh         | Ông Luân                         |
| 2013 | Biết chết liền                 | Điện Ảnh         | Ông Bảo                          |
| 2013 | Hiệp sĩ guốc vông              | Điện Ảnh         | Trùm xã hội đen A Năm            |
| 2014 | Vòng tròn 12 số                | VTV9             | Ông Hầu                          |
| 2014 | Điện thoại tình yêu            | HTV7             | Tèo                              |
| 2014 | Câu chuyện tình đời            | VTV9             | Ông Năm "nổ"                     |
| 2014 | Năm sau con lại về             | Điện Ảnh         | Ông Sang                         |
| 2014 | Phố trọ Luxubu                 | VTV9             | Ông Bu                           |
| 2014 | Cưới chạy                      | Điện Ảnh         | Ông Hai Mơ                       |
| 2014 | Yêu thuê                       | Let's Viet       | Ba của Phương Thùy               |
| 2015 | Trúng số                       | Điện Ảnh         | Ông Tư Phi                       |
| 2015 | Hùng Ali                       | Điện Ảnh         | Ông Sáu Lóc Cóc                  |
| 2016 | Già néo đứt dây                | HTV7             | MC tàng hình Tài "soái ca"       |
| 2016 | Thần tiên cũng nổi điên        | Điện Ảnh         | Đại gia "lắm tiền nhiều của"     |
| 2016 | Cho em gần anh thêm chút nữa   | Điện Ảnh         | Ông Thái                         |
| 2017 | Vết xước                       | HTV7             | Ông Sù                           |
| 2017 | Dạ cổ hoài lang                | Điện Ảnh         | Ông Năm Triều                    |
| 2018 | Vi cá tiền truyện              | Web Drama        | Bố Già                           |
| 2018 | Hồn papa da con gái            | Điện Ảnh         | Ông ngoại                        |
| 2018 | Mùa viết tình ca               | Điện Ảnh         | Người nghệ sĩ ẩn thân trong rừng |
| 2019 | Chàng trai hệ mặt trời         | THVL1            | Ông Tâm                          |
| 2019 | Thập tứ cô nương               | Web Drama        | Bố Già                           |
| 2020 | Chuyện xóm tui                 | Web Drama        | Nghệ sĩ Chí Tài                  |
| 2021 | Đặc vụ bất động sản            | Web Drama        | Tài đại ka                       |

Lưu ý:
- Các dự án phim bao gồm: điện ảnh Bố Già (nay là Bố nói các con phải nghe - đã hủy sau khi mất) và sitcom Kiếm chồng cho mẹ chồng (mất trong ngày khai máy và Trung Dân thế vai)[13] sẽ bị loại khỏi danh sách này.
- Trong danh sách, các vai diễn của nghệ sĩ trong phim truyền hình (ca nhạc), phim điện ảnh hay sitcom; vai chính hay vai phụ đều không được phân loại và sẽ được liệt kê theo thời gian qua các vai diễn mà nghệ sĩ đã tham gia.

## Chương trình truyền hình
- Ơn giời cậu đây rồi! - VTV3 (2014 - 2015) (trưởng phòng);
- Ca sĩ giấu mặt - THVL1 (2015) (bình luận viên);
- Danh hài đất Việt - THVL1 (2015) (diễn viên);
- Diêm Vương xử án - THVL1 (2015) (diễn viên);
- Bí mật đêm Chủ Nhật - HTV7 (2015) (diễn viên);
- Tôi là người chiến thắng - HTV7 (2015) (giám khảo);
- Hội ngộ danh hài - HTV7 (MC và diễn viên);
- Tài tiếu tuyệt - HTV2 (diễn viên);
- Hội quán tiếu lâm - THVL1 (2015 - 2016);
- Biến hóa hoàn hảo - HTV7 (2016) (giám khảo);
- Người bí ẩn (2015, 2019) (khách mời)
- Kỳ tài thách đấu - HTV7 (2016, 2017 - đội nhà; 2019 - khách mời);
- Ca sĩ bí ẩn - HTV7 (2017 - 2019) (đội nhà);
- Gương mặt thân quen (2017) (giám khảo khách mời thay thế cho Mỹ Linh trong tập 3);
- Hoán đổi cặp đôi - THVL1 (2017);
- Người hát tình ca - THVL1 (2018);
- Kẻ thách thức - THVL1 (2018);
- Ca sĩ tranh tài - VTV3 (2018) (MC khách mời với Thành Trung);
- 5 vòng vàng kỳ ảo - VTV3 (2019);
- Sàn chiến giọng hát mùa 1 - VTV3 (2019);
- Ban nhạc quyền năng - THVL1 (2019);
- Ẩn số hoàn hảo - THVL1 (2019);
- Ký ức vui vẻ - VTV3 (2019) (người chơi khách mời);
- Giọng ải giọng ai - HTV7 (2019) (khách mời);
- Muốn ăn phải lăn vào bếp - kênh YouTube của Trường Giang và Vie Channel (2019);
- Ai là bậc thầy chính hiệu (mùa 1)  (2019) (người chơi khách mời của đội Tuổi Thần Tiên (với Thụy Mười) & của đội Tuổi 18 (với Kim Huyền), nhạc công guitar trong phần chơi thính giác (tập 9));
- Sàn chiến giọng hát mùa 2 - VTV3 (2020);
- Ca sĩ ẩn danh - VTV3 (2020) (ca sĩ thế danh (Lãng tử cô đơn) cho Dương Edward ở tập 1 và người chơi khách mời ở tập 11);
- Ai là bậc thầy chính hiệu (mùa 2)  (2020) (người chơi khách mời của đội Bạch Tuyết (với Jee Trần) (tập 1) và đội Bé Lí Lắc (với hoa hậu Diễm Hương (tập 13 - cuối)[a]
- Gõ cửa thăm nhà - HTV7 (2020) (khách mời);
- Talkshow "Chí Tài lên mây" - kênh youtube Mây Lang Thang (2020 & 2021);
- Cơ hội đổi đời - HTV7 (2021) (người chơi)[a]